# Teufel (Musiker)

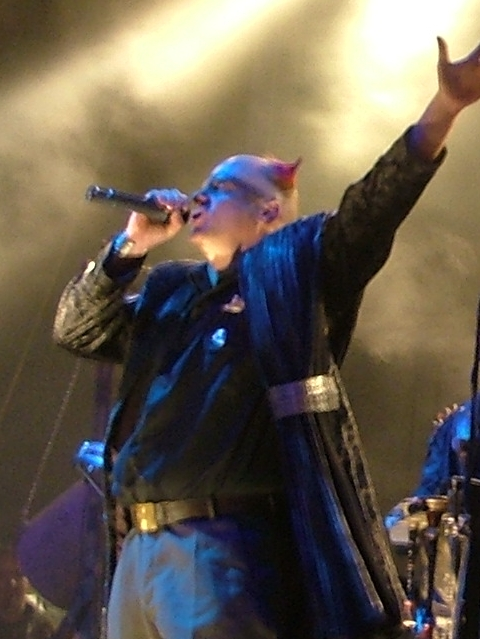
Teufel bei einem Auftritt von Tanzwut (2007)

Teufel (* 9. Juli 1965 als Mike Paulenz) ist ein deutscher Musiker. Bekannt wurde er durch die Bands Tanzwut und Corvus Corax.

## Leben
Teufel wuchs in der DDR auf, wo er sich der Mittelalterszene anschloss und als reisender Musiker lebte. Bereits Anfang der 1990er-Jahre war er Mitglied der Band Corvus Corax. Nach seinem Ausscheiden 1992 spielte er mit Michael Robert Rhein in der Band Pullarius Furcillo, ehe er von 1996 bis 2010 als Dudelsack- und Schalmeienspieler zu Corvus Corax zurückkehrte. 1997 gründete er mit seinen Kollegen von Corvus Corax außerdem die Band Tanzwut. 
2010 veröffentlichte Teufel sein erstes Soloalbum unter dem Titel Absinth. Es erschien bei seinem eigenen Label Teufel Records im Vertrieb von Soulfood. Stilistisch bewegt sich das Album im Bereich um die Genres Neue Deutsche Härte und Industrial Rock. Dudelsäcke werden – anders als bei Corvus Corax und Tanzwut – nur selten eingesetzt. Absinth enthält insgesamt 13 Lieder und zwei gesprochene lyrische Texte.
Angekündigt wurde darüber hinaus ein Gedichtband.
Zudem wurde Teufel in dem Lied Der Hammer Fällt von Heldmaschine im Jahre 2015 als Gast eingesetzt.

## Auftreten
Den Spitznamen Teufel erhielt der Musiker nach dem Lied „Nikol Reifenteufel“ (Text: Kurt Arnold Findeisen, Musik Dieter Kalka), das von einem Spielmann handelt, der von einem abergläubischen Totengräber für den Teufel gehalten wird. Sein Auftreten als Musiker passte er später seinem Pseudonym an. Als Markenzeichen gilt seine Frisur, zwei zu schräg nach oben abstehenden Hörnern geformte Haarbüschel bei ansonsten kahlrasiertem Schädel.